# 香港作曲家及作詞家協會

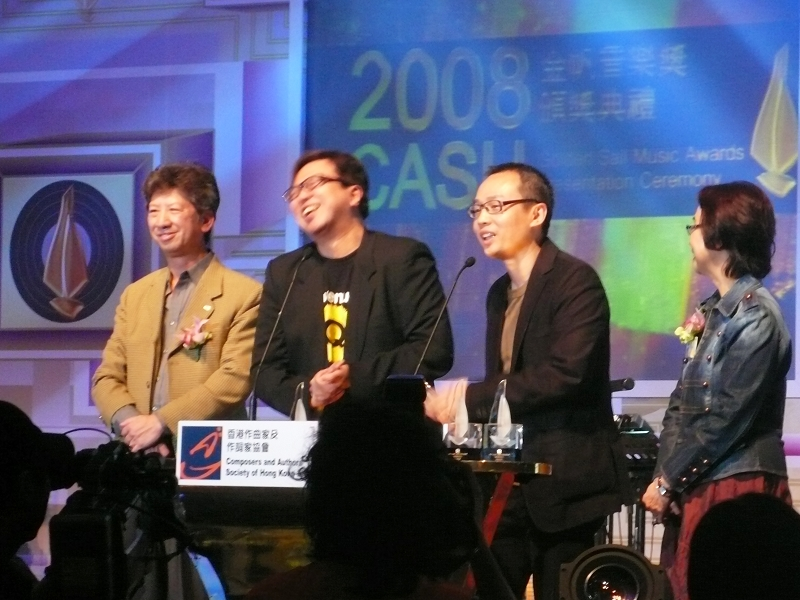
2008CASH週年晚宴暨金帆音樂獎頒獎禮。

香港作曲家及作詞家協會有限公司（英語：Composers and Authors Society of Hong Kong Limited）是在香港註冊成立和受保證的有限公司，它代表音樂作曲人、填詞人、版權持有人，執行給音樂使用者發牌、收取播放音樂費用等工作的機構，並成立音樂基金，贊助及推廣音樂活動和培育人才。CASH屬知識產權署已註冊的六家版權特許機構之一。

## 歷史
前身是英國演奏權益協會（Performing Right Society （页面存档备份，存于），PRS）在1946年於香港成立的機構，為其會員及海外聯會會員徵收音樂作品的公開演奏版權費用。1977年，PRS和香港音樂創作業界達成協議，於香港成立和註冊。

## 工作
- 通過牌照合約方式管理及保障本地及海外聯會會員作品的公開表演、廣播、有線傳播及複製等權益。
- 統計音樂在公眾場合的播放次數
- 代收版權費，經扣除行政費用後，分派給會員及海外聯會會員

## 會員資格

### 作家會員
持有香港身份證的「原創」作曲人、作詞人、作曲作詞人，並有1首或以上的作品被用來商業灌錄，或者作品在過去2年內有3次公開廣播或表演，而廣播或表演須在CASH授權的地方進行，或由CASH牌照持有者進行。而作曲人、作詞人、作曲作詞人的繼承人亦可申請為「承繼人會員」。

### 出版人會員
在香港註冊、以音樂出版商業發行為主要業務。其出版公司或機構須在香港註冊，並在過去2年內擁有至少5首由本地作家創作並已於香港出版的音樂作品的原出版權。

## CASH獎項
- CASH最廣泛演出金帆獎
  - 粵語流行作品
  - 國語流行作品
  - 英語流行作品
  - 本地正統音樂作品
  - 戲曲
  - 個人最多新作品演出(作曲家及作詞家)
  - 數碼歌曲
- CASH金帆音樂獎
- CASH音樂成就大獎
- CASH我唱我作新人獎
- CASH最佳創作歌手獎(與香港電台合辦)
- CASH創作人獎(與香港電台合辦)

## 評價

### 正面
- 音樂業界普遍對CASH評價很正面，指它維護版權收費制度，政府在法律、政策的制定上配合。
- 積極參與社會公益活動，由會員及員工組成的義工隊不時舉辦及參與義工活動，關懷有需要的社群。

### 負面
- 有獨立創作人批評CASH扼殺小市民創作、偏幫大企業。其收費被指過高及濫收，並扼殺了非商業性創作人應有的空間。
- 鄭經翰於香港商業電台廣播節目《風波裏的茶杯》中稱呼CASH為「公路強盜」。

## 外部連結
- （繁體中文）（英文）香港作曲家及作詞家協會 （页面存档备份，存于）